# Dieter Koßmehl
Dieter Koßmehl (* 26. November 1940 in Anklam) ist ein deutscher Bauingenieur und früherer Volkskammerabgeordneter der DDR für die Freie Deutsche Jugend (FDJ).

## Leben
Koßmehl ist der Sohn eines Angestellten. Nach dem Schulbesuch nahm er 1955 eine dreijährige Lehre als Möbeltischler auf. Danach schloss er ein Studium an der Ingenieurschule für Bauwesen in Wismar an, wo er den Abschluss als Bauingenieur erlangte. Als solcher wurde er Abteilungsleiter im
VEB Wohnungs- und Gesellschaftsbaukombinat Rostock.

## Politik
Koßmehl trat in die FDJ und wurde 1962 FDJ-Sekretär in der Aufbauleitung des Überseehafens Rostock und 1963 Mitglied des Büros für Industrie- und Bauwesen der Stadtleitung Rostock. 1963 trat er in die SED ein und wurde daraufhin in der Wahlperiode von 1963 bis 1967 Mitglied der FDJ-Fraktion in der Volkskammer der DDR.
1964 war er auf Einladung des Christlichen Vereins Junger Männer Mitglied einer achtköpfigen Delegation der FDJ unter Leitung des Mitgliedes des Zentralrates und Sekretär der FDJ-Stadtleitung Rostock Henning Schleiff in Hamburg.